# Де Синьорибус, Эудженио
Эудже́нио Де Синьо́рибус (итал. Eugenio De Signoribus; род. 1947, Купра-Мариттима) — итальянский поэт и педагог.

## Биография
Живёт в Купра-Мариттима. Преподаёт в средней школе. Один из соиздателей ежеквартального литературного журнала istmi (рус. Перешейки). Дружил с Марио Луци.

## Книги
- Case perdute (1986, послесловие Джованни Джудичи)
- Altre educazioni (1991)
- Istmi e chiuse (1989—1995) (1996)
- Principio del giorno (2000)
- Memoria del chiuso mondo (2002)
- Ronda dei conversi (2005, фр.пер. 2007)
- Poesie. (1976—2007) (2008)
- Nessun luogo è elementare (2010)
- Trinità dell’esodo: 2005—2010 (2011)
- Veglie genovesi (2013)

## Признание
Стихи Де Синьорибуса переведены на английский, французский, испанский, немецкий, шведский языки, о них писали Джорджо Агамбен, Ив Бонфуа и др. Он лауреат премии Кастельфьорентино (2002), Кардуччи (2005), премии Виареджо (2008), премии Десси (2011).